# Cine Ipiranga
El Cine Ipiranga fue una sala de cine ubicada en la ciudad de São Paulo, Brasil. Se encontraba en un edificio localizado en la Avenida Ipiranga cerca de su esquina con la Avenida São João. Proyectada por el arquitecto Rino Levi, fue inaugurada en 1943 y funcionó hasta el 2005 cuando la compañía Alvorada, responsable de la misma, anunció su cierre luego de que en la década de 1970 la enorme sala que alojaba hasta 1,936 asientos fuera dividida en dos.
En el 2014, el edificio que contenía tanto al cine como al antiguo Hotel Excelsior fue declarado patrimonio histórico del estado de São Paulo por el Conpresp.